# ميخائيل إغليسياس
ميخائيل إغليسياس (بالإسبانية: Mikel Iglesias)‏ هو ممثل إسباني، ولد في 10 يوليو 1996 ببرشلونة في إسبانيا.

## وصلات خارجية
- ميخائيل إغليسياس على موقع IMDb (الإنجليزية)
- ميخائيل إغليسياس على موقع ألو سيني (الفرنسية)
- ميخائيل إغليسياس على موقع أول موفي (الإنجليزية)
- ميخائيل إغليسياس على موقع قاعدة بيانات الفيلم (الإنجليزية)
- ميخائيل إغليسياس على موقع كينوبويسك (الروسية)